# Koźminek (Groot-Polen)
Koźminek is een dorp in het Poolse woiwodschap Groot-Polen, in het district Kaliski. De plaats maakt deel uit van de gemeente Koźminek en telt 1800 inwoners.